# Xanthorhoe altaica
Xanthorhoe altaica là một loài bướm đêm trong họ Geometridae.